# Fate of Norns
Fate of Norns je páté studiové album švédské death metalové kapely Amon Amarth vydané 6. září 2004. Limitovaná edice alba obsahuje bonusové DVD se záznamem koncertu v Reykjavíku.

## Seznam skladeb
1. An Ancient Sign Of Coming Storm
2. Where Death Seems To Dwell
3. The Fate Of Norns
4. The Pursuit Of Vikings
5. Valkyries Ride
6. The Beheading Of A King
7. Arson
8. Once Sealed In Blood

### Bonusové DVD (limitovaná edice)
1. Death in Fire
2. For the Stabwounds in our Backs
3. The Last with Pagan Blood
4. Masters of War
5. The Sound of Eight Hooves
6. Bloodshed
7. Versus the World
8. Siegreicher Marsch

## Obsazení
- Johan Hegg – zpěv
- Olavi Mikkonen – kytara
- Johan Söderberg – kytara
- Ted Lundström – baskytara
- Fredrik Andersson – bicí